# 海桐街站
海桐街站位于中国四川省成都市锦江区，是成都地铁30号线建设中的一座车站，预计于2025年启用。

## 车站概要
本站位于锦江区成龙路街道南三环路一段海桐街路口，沿三环路东南侧绿带东北、西南向设置。因位于海桐街路口而得名。本站在规划阶段曾用名“海桐街南”，原拟命名“百日红西路”。

## 车站结构
海桐街站为地下二层单柱双跨12米宽岛式站台车站，全长498.6米，宽20.9米，总建筑面积29755平方米。配线设有双停车线和11号线（规划中）联络线。施工方法采用明挖（局部盖挖）法。

## 大事记
- 2020年9月16日，成都市民政局发布公示，本站拟命名为“百日红西路”。[4]
- 2020年11月30日，在收集市民意见后，成都市民政局发布公告，本站标准名称定为“海桐街”。[2]
- 2021年12月4日，车站主体结构开始施工。[5]